# KSK Tongeren
El KSK Tongeren es un equipo de fútbol belga de la localidad de Tongeren en la provincia de Limburgo. Jugó 2 temporadas en la Primera División en los años 80. Está afiliado a la Real Asociación Belga con la matrícula n.º 54. Actualmente compite en la División 2, cuarta división de fútbol en el país.

## Historia

### Antecedentes
Cercle Sportif Tongrois es fundado en 1908 y se unió a la Asociación de Fútbol el 27 de febrero de 1910, pero este Sportkring Tongrois desapareció tras la Primera Guerra Mundial. En 1917 (registrado en KBVB el 03/02/1917 simultáneamente con Patria FC Tongeren ) se restableció el CS Tongrois, y se unió a la UBSFA el 23 de abril, jugando con los colores verde-negro. En 1925 CS Tongrois apareció por primera vez en la serie de promoción nacional, luego en el nivel de segunda división. El equipo terminó octavo de 14 equipos en su grupo, pero debido a reformas de la liga se le descendió. Después de todo, a partir de 1926 se agregó un tercer nivel nacional que serviría como serie de ascenso, y las dos series de ascenso actuales en el segundo nivel se redujeron a una serie de segunda división. Por lo tanto, Tongeren tuvo que ingresar a un nivel inferior, pero el club pudo jugar de inmediato como campeón y recuperar su lugar en la Segunda División después de una temporada. En 1929 , sin embargo, el club volvió a descender al ascenso, de 1933 a 1935 aún más bajo. Con la introducción del número de inventario en 1926, CS Tongrois recibió el número 73.
El club recibió el título real y pasó a llamarse Royal CS Tongrois en 1935. En 1939, el nombre se aflamenca a Koninklijke Tongersche Sportvereeniging "Cercle". Tras la mala época, el club volvió a resurgir, y con un título en Tercera División en 1941, Tongersche volvió a Segunda División. La ortografía del nombre del club se cambió en 1947 a K. Tongerse Sportvereniging Cercle. Ese año se logró excepcionalmente obtener otro número de matrícula de la KBVB. Un club Tongeren competitivo, Patria FC Tongeren, tenía la matrícula número 71, que era ligeramente más bajo y, por lo tanto, "más antiguo" que el de Cercle. El club afirmó haber sido fundado en 1908 y solicitó a la KBVB un número básico más bajo. Aunque los números básicos estaban permanentemente vinculados a un club, y aunque antes se asignaban al año de afiliación en lugar del año de fundación, el comité ejecutivo de la Asociación de Fútbol decidió el 1 de julio de 1947 que Tongersche SV Cercle llevaría en adelante el número 54. Ese número básico pertenecía anteriormente al Club Sportif Union Welkenraedt-Herbestal, pero este club se fusionó en 1932. De acuerdo con las regulaciones anteriores a 1964, un club de fusión tenía que adoptar un nuevo número básico, por lo que el club obtuvo un nuevo número básico que se lanzó con los años de la KBVB.
En la década de 1950, el club colapsó nuevamente. En 1952, Tongeren volvió a Tercera, y en 1959 a Cuarta, que mientras tanto era el nivel de promoción. Con un título en 1961, se pudo regresar a Tercera por dos temporadas más, pero luego el club volvió a bajar a Cuarta. En 1968 Cercle terminó décimo con 27 puntos pero jugó los últimos tres partidos con un jugador alemán no afiliado Burkhart Ziese y perdió cinco puntos y terminó antepenúltimo y fue descendido de Cuarta división.

### Fusión
Otro club de fútbol jugó en Tongeren, Patria FC Tongeren , afiliado a la KBVB con el número de registro 71. Este club fue fundado en 1916 y jugó en la serie nacional desde 1929. Durante su mejor etapa, de 1933 a 1935, estuvo en Segunda División. Sin embargo, el club volvió a la Promoción y, al igual que Tongerse SV Cercle, jugó en Cuarta División en 1969. En 1969 ambos clubes de fútbol de Tongeren se fusionaron. El nuevo club se llamó KSK Tongeren y siguió jugando con el n.º 54 de Tongerse. El número 71 de Patria fue eliminado. El nuevo club fusionado pudo volver a escalar en poco tiempo. En 1969/70 se ganó fácilmente su serie después de una temporada con solo una derrota en la liga en 30 partidos y Tongeren ascendió a Tercera División. La temporada siguiente en Tercera División Tongeren solo perdió una vez y ganó fácilmente el título. A partir de 1971 volvió a jugar en Segunda División. El club logró sólidos resultados allí y jugó la ronda final por primera vez en 1975, pero no pudo lograr el ascenso. Después de rondas finales fallidas en 1976, 1978, 1979 y 1980, el KSK finalmente logró llevarse el título de 1981 en Segunda División y así ascender a Primera División por primera vez en la historia del club .
Tongeren terminó la primera temporada en la división más alta en el grupo medio, pero solo tres puntos por encima de los lugares de descenso, en 1982/83 el equipo terminó penúltimo y, por lo tanto, Tongeren volvió a caer a la división más alta después de dos temporadas. Tongeren continuó jugando en el segundo nivel y llegó a una ronda final en 1987, pero después de eso, el club se volvió más difícil y jugó más en la cola del ranking. Inicialmente, el club pudo evitar el descenso, jugó la ronda final nuevamente en 1993, pero finalmente fue relegado a Tercera División en 1996 . Tongeren permaneció en ese nivel durante los siguientes años y generalmente terminó media tabla, excepto en 1998 y 2005 cuando el club pudo participar nuevamente en una ronda final. Después de la temporada 2004-2005, KSK tuvo que mudarse a los terrenos de KRC Genk, porque se construyó una pista de atletismo en De Motten. En 2006 se puso en funcionamiento el nuevo estadio 'De Keiberg'. En 2006 se fusionaron con FC Hedera Millen. Ese club estaba afiliado a la Asociación de Fútbol con el número 5708 y acababa de abandonar la Cuarta División.
La temporada 2007/2008 comenzó con grandes expectativas, pero estas no se pudieron cumplir. Leo Clijsters fue nombrado nuevo entrenador a mitad de temporada. Sin embargo, se enfermó gravemente y fue sucedido temporalmente por el entrenador interino Pierre Reynders. En febrero de 2008, Valère Billen fue nombrado nuevo entrenador. En 2010, Tongeren descendió aún más a Cuarta División.
KSK Tongeren siguió teniendo dificultades. En la segunda temporada en Cuarta División acabó en el último puesto y tras tres cuartos de siglo en los niveles nacionales, el club descendió a Primera Provincial en 2012 . Allí fue cuesta abajo a un ritmo vertiginoso, pues en 2013 siguieron descendiendo más a la Segunda Provincial, donde acabaron nuevamente en un puesto de descenso en 2014. En el transcurso de 2013/14, se llevaron a cabo conversaciones de fusión entre el club y el vecino KV Heur VV, afiliado a la KBVB con el número de registro 4600. Trabajarían en estrecha colaboración a partir de 2014/15 y luego se fusionarían. KV Heur VV pasó a llamarse KFC Heur-Tongeren en 2014, y de ahí en adelante seguiría jugando dentro de ese club bajo la tribu número 4600. A modo de transición, el juvenil sigue jugando bajo la tribu número 54 de KSK Tongeren.
En 2015 KFC Heur-Tongeren se proclamó inmediatamente campeón de la Segunda Provincial. Un año después le siguió otro ascenso: de Primera Provincial a Tercera División Aficionada. Más tarde, el club también ascendió a la Segunda Liga Amateur, pero tuvo que descender después de una temporada. Sin embargo, en la siguiente temporada 2019/20, el club volvió a ascender a lo que ahora se llama División 2. Lo más destacado fue el avance en la Copa de Bélgica (Croky Cup) a los 1/16 de final con un partido en Gante contra el club profesional KAA Gent.
La fusión se hizo realidad en abril de 2021. La sección juvenil, que siempre se mantuvo activa con la matrícula número 54, "absorbió" al primer equipo y la Sub-23 (hasta entonces con la matrícula número 4600). El club unificado ahora continúa bajo el nombre de KSK Tongeren con el número 54 y con el azul y el blanco como colores del club. Ambos alojamientos, por un lado en Klein Veldje (juveniles) y por otro en De Keiberg (Tongeren-East), se mantendrán. El primer equipo juega en la División 2 en la temporada 2022-2023.

## Palmarés
- Segunda División de Bélgica: 1

1980/81
- Tercera División de Bélgica:

1926/27, 1941/42, 1970/71
- Promoción D: 1

1969/70

## Resultados
| Temporada                                                                                 | División | División | División | División | División | División | Denominación                                          | Puntos                                                | Observaciones |
|                                                                                           | I        | II       | P.II     | P.III    |          |          |                                                       |                                                       | |
| ----------------------------------------------------------------------------------------- | -------- | -------- | -------- | -------- | -------- | -------- | ----------------------------------------------------- | ----------------------------------------------------- | --- |
| Als Cercle Sportif Tongrois                                                               |          |          |          |          |          |          |                                                       |                                                       | |
| 1912/13                                                                                   |          |          |          | 2        |          |          | Tercera Prov. Lim.                                    | 7                                                     | |
| 1913/14                                                                                   |          |          | 1        |          |          |          | Segunda Prov. Lim.                                    | 10                                                    | |
| 1914/15                                                                                   |          |          |          |          |          |          |                                                       |                                                       | sin competición por la I Guerra Mundial                                                                          |
| 1915/16                                                                                   |          |          |          |          |          |          |                                                       |                                                       | sin competición por la I Guerra Mundial                                                                          |
| 1916/17                                                                                   |          |          |          |          |          |          |                                                       |                                                       | sin competición por la I Guerra Mundial                                                                          |
| 1917/18                                                                                   |          |          |          |          |          |          |                                                       |                                                       | sin competición por la I Guerra Mundial                                                                          |
| 1918/19                                                                                   |          |          |          |          |          |          |                                                       |                                                       | sin competición por la I Guerra Mundial                                                                          |
| 1919/20                                                                                   |          |          | 3        |          |          |          | Segunda Prov. Lim.                                    | 11                                                    | |
| 1920/21                                                                                   |          |          | 2        |          |          |          | Segunda Prov. Lim.                                    | 15                                                    | |
| 1921/22                                                                                   |          |          | 2        |          |          |          | Segunda Prov. Lim.                                    | 12                                                    | Campeón y cuando ya se estaba disputando la ronda final, a Hasseltse VV se le asignó erróneamente el título      |
| 1922/23                                                                                   |          |          | 1        |          |          |          | Segunda Prov. Lim.                                    | 9                                                     | Derrota en la ronda final por el ascenso ante AS Renaisienne por 5-0                                             |
| 1923/24                                                                                   |          |          | 1        |          |          |          | Segunda Prov. Lim.                                    | 13                                                    | Derrota en la ronda final por el ascenso ante Jeunesse Arlonaise 3-1                                             |
| 1924/25                                                                                   |          |          | 1        |          |          |          | Segunda Prov. Lim.                                    | 27                                                    | Ganador en la ronda final de Ascenso ante AA Termondoise 2-0                                                     |
| 1925/26                                                                                   |          | 8        |          |          |          |          | Segunda B                                             | 29                                                    | Derrota en la ronda final por preservación ante el TSV Lyra por 2-0                                              |
|                                                                                           | I        | II       | III      | P.II     |          |          | desde 1926/27 hay 3 niveles nacionales                | desde 1926/27 hay 3 niveles nacionales                | desde 1926/27 hay 3 niveles nacionales                                                                           |
| 1926/27                                                                                   |          |          | 1        |          |          |          | Tercera B                                             | 37                                                    | |
| 1927/28                                                                                   |          | 9        |          |          |          |          | Segunda                                               | 24                                                    | |
| 1928/29                                                                                   |          | 12       |          |          |          |          | Segunda                                               | 21                                                    | |
| 1929/30                                                                                   |          |          | 4        |          |          |          | Tercera C                                             | 30                                                    | |
| 1930/31                                                                                   |          |          | 11       |          |          |          | Tercera C                                             | 20                                                    | |
| 1931/32                                                                                   |          |          | 9        |          |          |          | Tercera D                                             | 23                                                    | |
| 1932/33                                                                                   |          |          | 13       |          |          |          | Tercera D                                             | 23                                                    | |
| 1933/34                                                                                   |          |          |          | 7        |          |          | Segunda Prov. Lim.                                    | 26                                                    | |
| 1934/35                                                                                   |          |          |          | 1        |          |          | Segunda Prov. Lim.                                    | 44                                                    | |
| como Royal Cercle Sportif Tongrois                                                        |          |          |          |          |          |          |                                                       |                                                       | |
| 1935/36                                                                                   |          |          | 11       |          |          |          | Tercera C                                             | 23                                                    | |
| 1936/37                                                                                   |          |          | 5        |          |          |          | Tercera C                                             | 30                                                    | |
| 1937/38                                                                                   |          |          | 9        |          |          |          | Tercera B                                             | 26                                                    | |
| 1938/39                                                                                   |          |          | 2        |          |          |          | Tercera D                                             | 40                                                    | |
| como Koninklijke Tongersche Sportvereeniging Cercle                                       |          |          |          |          |          |          |                                                       |                                                       | |
| 1939/40                                                                                   |          |          |          |          |          |          |                                                       |                                                       | Sin competición debido a la Segunda Guerra Mundial                                                               |
| 1940/41                                                                                   |          |          |          |          |          |          |                                                       |                                                       | Sin competición debido a la Segunda Guerra Mundial                                                               |
| 1941/42                                                                                   |          |          | 1        |          |          |          | Tercera D                                             | 43                                                    | |
| 1942/43                                                                                   |          | 4        |          |          |          |          | Segunda A                                             | 40                                                    | |
| 1943/44                                                                                   |          | 11       |          |          |          |          | Segunda B                                             | 22                                                    | |
| 1944/45                                                                                   |          |          |          |          |          |          |                                                       |                                                       | Sin competición debido a la Segunda Guerra Mundial                                                               |
| 1945/46                                                                                   |          | 9        |          |          |          |          | Segunda B                                             | 34                                                    | |
| 1946/47                                                                                   |          | 11       |          |          |          |          | Segunda A                                             | 31                                                    | |
| 1947/48                                                                                   |          | 5        |          |          |          |          | Segunda B                                             | 35                                                    | |
| 1948/49                                                                                   |          | 9        |          |          |          |          | Segunda A                                             | 29                                                    | |
| 1949/50                                                                                   |          | 14       |          |          |          |          | Segunda B                                             | 26                                                    | |
| 1950/51                                                                                   |          | 4        |          |          |          |          | Segunda A                                             | 34                                                    | |
| 1951/52                                                                                   |          | 13       |          |          |          |          | Segunda B                                             | 24                                                    | Descenso debido a la reforma de la liga                                                                          |
|                                                                                           | I        | II       | III      | IV       | P.I      | P.II     | desde 1952/53 hay 4 niveles nacionales                | desde 1952/53 hay 4 niveles nacionales                | desde 1952/53 hay 4 niveles nacionales                                                                           |
| 1952/53                                                                                   |          |          | 3        |          |          |          | Tercera A                                             | 38                                                    | |
| 1953/54                                                                                   |          |          | 6        |          |          |          | Tercera B                                             | 31                                                    | |
| 1954/55                                                                                   |          |          | 3        |          |          |          | Tercera A                                             | 39                                                    | |
| 1955/56                                                                                   |          |          | 9        |          |          |          | Tercera B                                             | 29                                                    | |
| 1956/57                                                                                   |          |          | 5        |          |          |          | Tercera A                                             | 35                                                    | |
| 1957/58                                                                                   |          |          | 14       |          |          |          | Tercera B                                             | 25                                                    | |
| 1958/59                                                                                   |          |          | 15       |          |          |          | Tercera A                                             | 23                                                    | |
| 1959/60                                                                                   |          |          |          | 2        |          |          | Cuarta B                                              | 40                                                    | |
| 1960/61                                                                                   |          |          |          | 1        |          |          | Cuarta C                                              | 48                                                    | |
| 1961/62                                                                                   |          |          | 12       |          |          |          | Tercera B                                             | 25                                                    | |
| 1962/63                                                                                   |          |          | 10       |          |          |          | Tercera B                                             | 27                                                    | |
| 1963/64                                                                                   |          |          | 15       |          |          |          | Tercera A                                             | 23                                                    | |
| 1964/65                                                                                   |          |          |          | 5        |          |          | Cuarta A                                              | 32                                                    | |
| 1965/66                                                                                   |          |          |          | 12       |          |          | Cuarta B                                              | 25                                                    | |
| 1966/67                                                                                   |          |          |          | 2        |          |          | Cuarta C                                              | 39                                                    | |
| 1967/68                                                                                   |          |          |          | 14       |          |          | Cuarta D                                              | 22                                                    | Descendido como consecuencia de una deducción de 5 puntos en los tres últimos partidos de un jugador inelegible. |
| 1968/69                                                                                   |          |          |          |          | 4        |          | Primera Prov. Lim.                                    | 31                                                    | |
| como Koninklijke Sportklub Tongeren (fusión de Tongerse SV Cercle con Patria FC Tongeren) |          |          |          |          |          |          |                                                       |                                                       | |
| 1969/70                                                                                   |          |          |          | 1        |          |          | Cuarta D                                              | 54                                                    | |
| 1970/71                                                                                   |          |          | 1        |          |          |          | Tercera A                                             | 46                                                    | |
| 1971/72                                                                                   |          | 9        |          |          |          |          | Segunda                                               | 28                                                    | |
| 1972/73                                                                                   |          | 5        |          |          |          |          | Segunda                                               | 33                                                    | |
| 1973/74                                                                                   |          | 7        |          |          |          |          | Segunda                                               | 31                                                    | |
| 1974/75                                                                                   |          | 4        |          |          |          |          | Segunda                                               | 36                                                    | Tercero en la ronda final de ascenso con RAA Louviéroise, Boom FC y KV Oostende                                  |
| 1975/76                                                                                   |          | 5        |          |          |          |          | Segunda                                               | 35                                                    | Tercero en la ronda final de ascenso con KV Kortrijk, THOR Waterschei y KFC Diest                                |
| 1976/77                                                                                   |          | 11       |          |          |          |          | Segunda                                               | 28                                                    | |
| 1977/78                                                                                   |          | 3        |          |          |          |          | Segunda                                               | 39                                                    | Segundo en la ronda final de ascenso con Berchem Sport, AA Gent y KV Oostende                                    |
| 1978/79                                                                                   |          | 2        |          |          |          |          | Segunda                                               | 45                                                    | Tercero en la ronda final de ascenso con KSC Hasselt, AA Gent y KFC Diest                                        |
| 1979/80                                                                                   |          | 3        |          |          |          |          | Segunda                                               | 36                                                    | Segundo en la ronda final de ascenso con KV Kortrijk, Racing Jet Bruxelles y Sint-Niklase SK                     |
| 1980/81                                                                                   |          | 1        |          |          |          |          | Segunda                                               | 45                                                    | |
| 1981/82                                                                                   | 10       |          |          |          |          |          | Primera                                               | 30                                                    | |
| 1982/83                                                                                   | 17       |          |          |          |          |          | Primera                                               | 21                                                    | |
| 1983/84                                                                                   |          | 7        |          |          |          |          | Segunda                                               | 32                                                    | |
| 1984/85                                                                                   |          | 6        |          |          |          |          | Segunda                                               | 32                                                    | |
| 1985/86                                                                                   |          | 6        |          |          |          |          | Segunda                                               | 33                                                    | |
| 1986/87                                                                                   |          | 4        |          |          |          |          | Segunda                                               | 34                                                    | Segundo en la ronda final de ascenso con KFC Winterslag, FC Assent y KRC Harelbeke                               |
| 1987/88                                                                                   |          | 6        |          |          |          |          | Segunda                                               | 33                                                    | |
| 1988/89                                                                                   |          | 12       |          |          |          |          | Segunda                                               | 27                                                    | |
| 1989/90                                                                                   |          | 14       |          |          |          |          | Segunda                                               | 23                                                    | |
| 1990/91                                                                                   |          | 15       |          |          |          |          | Segunda                                               | 18                                                    | A pesar del penúltimo lugar, permanece debido a la quiebra de Beerschot VAC                                      |
| 1991/92                                                                                   |          | 14       |          |          |          |          | Segunda                                               | 23                                                    | |
| 1992/93                                                                                   |          | 5        |          |          |          |          | Segunda                                               | 31                                                    | Cuarto en la ronda final de ascenso con KV Oostende, Eendracht Aalst y Beerschot VAC                             |
| 1993/94                                                                                   |          | 12       |          |          |          |          | Segunda                                               | 31                                                    | |
| 1994/95                                                                                   |          | 9        |          |          |          |          | Segunda                                               | 49                                                    | |
| 1995/96                                                                                   |          | 17       |          |          |          |          | Segunda                                               | 29                                                    | |
| 1996/97                                                                                   |          |          | 10       |          |          |          | Tercera B                                             | 39                                                    | |
| 1997/98                                                                                   |          |          | 3        |          |          |          | Tercera B                                             | 60                                                    | |
| 1998/99                                                                                   |          |          | 10       |          |          |          | Tercera B                                             | 38                                                    | |
| 1999/00                                                                                   |          |          | 9        |          |          |          | Tercera B                                             | 37                                                    | |
| 2000/01                                                                                   |          |          | 10       |          |          |          | Tercera B                                             | 38                                                    | |
| 2001/02                                                                                   |          |          | 12       |          |          |          | Tercera B                                             | 32                                                    | |
| 2002/03                                                                                   |          |          | 8        |          |          |          | Tercera B                                             | 38                                                    | |
| 2003/04                                                                                   |          |          | 10       |          |          |          | Tercera B                                             | 36                                                    | |
| 2004/05                                                                                   |          |          | 3        |          |          |          | Tercera B                                             | 52                                                    | Derrota en la ronda final por el ascenso ante el FC Denderleeuw EH                                               |
| 2005/06                                                                                   |          |          | 9        |          |          |          | Tercera B                                             | 39                                                    | |
| 2006/07                                                                                   |          |          | 6        |          |          |          | Tercera B                                             | 44                                                    | |
| 2007/08                                                                                   |          |          | 9        |          |          |          | Tercera B                                             | 29                                                    | |
| 2008/09                                                                                   |          |          | 11       |          |          |          | Tercera B                                             | 34                                                    | |
| 2009/10                                                                                   |          |          | 16       |          |          |          | Tercera B                                             | 39                                                    | Derrota en la ronda final por la permanencia contra Olsa Brakel                                                  |
| 2010/11                                                                                   |          |          |          | 6        |          |          | Cuarta C                                              | 40                                                    | |
| 2011/12                                                                                   |          |          |          | 16       |          |          | Cuarta C                                              | 17                                                    | |
| 2012/13                                                                                   |          |          |          |          | 16       |          | Primera Prov. Lim.                                    | 23                                                    | |
| 2013/14                                                                                   |          |          |          |          |          | 15       | Segunda Prov. Lim.                                    | 24                                                    | |
| 2014/15                                                                                   |          |          |          |          |          | 1        | Segunda Prov. Lim.                                    |                                                       | |
| 2015/16                                                                                   |          |          |          |          | 4        |          | Primera Prov. Limburg                                 | 51                                                    | |
|                                                                                           | 1A       | 1B       | 1Am      | 2Am      | 3Am      | P.I      | desde 2016-17 hay 3 niveles nacionales y 2 regionales | desde 2016-17 hay 3 niveles nacionales y 2 regionales | desde 2016-17 hay 3 niveles nacionales y 2 regionales                                                            |
| 2016/17                                                                                   |          |          |          |          |          | 3        | Primera Prov. Limburg                                 | 61                                                    | |
| 2017/18                                                                                   |          |          |          |          | 1        |          | División 3                                            | 55                                                    | |
| 2018/19                                                                                   |          |          |          | 16       |          |          | División 2                                            | 14                                                    | |
| 2019/20                                                                                   |          |          |          |          | 3        |          | División 3                                            | 48                                                    | |
| 2020/21                                                                                   |          |          |          |          |          |          |                                                       |                                                       | competición suspendida tras 4 jornadas por Covid-19                                                              |
| 2021/22                                                                                   |          |          |          | 13       |          |          | División 2                                            | 32                                                    | |
| 2022/23                                                                                   |          |          |          | 5        |          |          | División 2                                            | 56                                                    | |
| 2023/24                                                                                   |          |          |          | 8        |          |          | División 2                                            | 48                                                    | |
| 2024/25                                                                                   |          |          |          | 11       |          |          | División 2                                            | 32                                                    | |